# 2,5-diaminotoluen
2,5-diaminotoluen je organická sloučenina se vzorcem C6H3(NH2)2CH3, jedná se o jeden z šesti izomerů diaminotoluenu. Používá se jako složka barev na vlasy.

## Výroba a vlastnosti
2-5-diaminotoluen se vyrábí elektrolytickou redukcí 2,5-dinitrotoluenu. Také jej lze získat redukčním štěpením 4-amino-2,3'-dimethylazobenzenu nebo kondenzací 2-amino-1-methylbenzenu s toluen-4-sulfonylchloridem za vzniku 4-toluen-sulfono-2-toluididu, který poté reaguje s diazotovanou kyselinou aminobenzensulfonovou za tvorby dalšího meziproduktu, jenž je nakonec redukován.
2,5-diaminotoluen se často používá v barvách na vlasy jako náhrada p-fenylendiaminu, který je více toxický. Diaminy zde fungují jako primární meziprodukty, které jsou oxidovány peroxidem vodíku a následně mohou spolutvořit samotnou barvu. 2,5-diaminotoluen obvykle slouží k vytváření černých, šedých a hnědých odstínů.
2,5-diaminotoluen je rovněž surovinou při výrobě barev na textil, kožešiny a kůže.